# Antonio Cuyás y Sampere
Antonio Cuyás y Sampere (Mataró, Provincia de Barcelona, España, 1804 - Mataró, 1880) fue un marino, empresario, financista y diplomático español que tuvo actuación destacada en el Estado Oriental del Uruguay y en la provincia de Entre Ríos, en la Argentina. Su principal actuación estuvo relacionada con el establecimiento de la alianza entre Justo José de Urquiza y el Imperio de Brasil en 1851.

## Biografía
Se educó como marino, y en 1826 se trasladó a la Argentina, donde fue el piloto – y en ocasiones el capitán – del buque corsario del marino francés César Fournier, que se destacó por los enormes daños que causó a la marina mercante del Imperio del Brasil durante la Guerra del Brasil.
Las presas conseguidas mediante el corso le permitieron una posición económica holgada, de modo que por un tiempo fue prestamista de varios estancieros de las provincias de Buenos Aires y Entre Ríos. Las complicaciones políticas ocurridas en esta última provincia demoraron el cobro de las deudas a su favor, por lo que se estableció en Entre Ríos para llevar adelante juicios por cobro de esas deudas. Primeramente se estableció en Paraná y luego en Gualeguay, donde abrió una gran casa de comercio.
Tuvo relaciones con Giuseppe Garibaldi cuando éste llegó al Río de la Plata, antes de que se dedicara a luchar contra Juan Manuel de Rosas. Se hizo amigo y socio de Justo José de Urquiza y administró algunos campos que tuvo en sociedad con él. Junto con sus hermanos hizo negocios de provisión a los ejércitos entrerrianos. En sociedad con Cuyás, Urquiza aumentó enormemente su fortuna y sus negocios con el gobierno provincial.
En 1842, Urquiza asumió el gobierno de Entre Ríos, y Cuyás continuó ejerciendo como proveedor del mismo. Pero tuvo un serio desacuerdo con el gobernador en 1847, cuando éste le compró un campo y lo ocupó inmediatamente; en el mismo se encontraba el mayor depósito de cueros de la provincia, de propiedad de Cuyás, y Urquiza decidió que los mismos estaban incluidos en el precio.
Se trasladó a Montevideo, desde donde inició un juicio contra Urquiza. Con el juicio aún irresuelto, restableció sus relaciones con el gobernador entrerriano. Se convirtió en el representante comercial de Entre Ríos en la ciudad sitiada, que era abastecida solamente desde esa provincia. Gracias a este abastecimiento fue que Montevideo nunca cayó en manos del general Manuel Oribe, que controlaba todo el resto del Uruguay.
En 1850 representó a Urquiza en las negociaciones con el Gobierno de la Defensa de Montevideo y con el Imperio del Brasil. Viajó varias veces entre Concepción del Uruguay y Montevideo, llevando a cabo negociaciones y pedidos y ofrecimientos de dinero. Estas llevaron finalmente a la alianza secreta de abril del año siguiente, y fueron la antesala del Pronunciamiento de Urquiza, por el que éste se rebeló contra Juan Manuel de Rosas. 
Cuyás y Sampere fijó la suma de dinero que cobró personalmente el general Urquiza – la provincia de Entre Ríos cobró menos que su gobernador – por unirse a la alianza contra Rosas. Firmó en nombre del gobernador la alianza entre Entre Ríos, Corrientes, el Brasil y el nuevo gobierno Uruguayo.
Se mantuvo varios años más en contacto con Urquiza. Algunos años más tarde, después de la caída del presidente uruguayo Venancio Flores, regresó a Cataluña. Allí escribió unos ”Apuntes históricos sobre la provincia de Entre Ríos”, que fueron publicados pocos meses después de su fallecimiento, ocurrido en su ciudad natal en 1888.